# Saint-Louis-de-Gonzague (Les Etchemins)
Pour les articles homonymes, voir Saint-Louis et Saint-Louis-de-Gonzague.
Saint-Louis-de-Gonzague est une municipalité dans la municipalité régionale de comté des Etchemins au Québec (Canada), située dans la région administrative de Chaudière-Appalaches. 

## Toponymie
Elle est nommée en l'honneur du jésuite italien Louis de Gonzague.

## Histoire

### Chronologie
- 17 mars 1923 : Fondation de la municipalité de Saint-Louis-de-Gonzague.

## Géographie
À partir du lac Veilleux, dans l'est de la municipalité, la rivière Veilleux coule vers le sud-ouest.

## Démographie
| 1911 | 1921 | 1931 | 1941 | 1951 |
| ---- | ---- | ---- | ---- | ---- |
| 149  | 496  | 596  | 745  | 993  |

| 1956  | 1961  | 1966 | 1971 | 1976 |
| ----- | ----- | ---- | ---- | ---- |
| 1 100 | 1 021 | 820  | 636  | 576  |

| 1981 | 1986 | 1991 | 1996 | 2001 |
| ---- | ---- | ---- | ---- | ---- |
| 563  | 490  | 488  | 455  | 437  |

| 2006 | 2011 | 2016 | 2021 | - |
| ---- | ---- | ---- | ---- | - |
| 442  | 421  | 374  | 390  | - |

## Administration
Les élections municipales se font en bloc pour le maire et les six conseillers.
| Saint-Louis-de-Gonzague Maires depuis 2001                                                                           |                          |         |          |
| Élection | Maire                    | Qualité | Résultat |
| 2001 | Russel Gagné             |         | Voir     |
| 2005 | Suzanne Campeau Guenette |         | Voir     |
| 2009 | Suzanne Campeau Guenette | Voir    |          |
| 2013 | Sylvie Lajoie            |         | Voir     |
| 2015 | Lucie Gagnon             |         | Voir     |
| 2017 | Lucie Gagnon             | Voir    |          |
| 2021 | Lucie Gagnon             | Voir    |          |
| Élection partielle en italique Depuis 2005, les élections sont simultanées dans toutes les municipalités québécoises |                          |         |          |